# Nymphidium undimargo
Nymphidium undimargo is een vlindersoort uit de familie van de prachtvlinders (Riodinidae), onderfamilie Riodininae.
Nymphidium undimargo werd in 1917 beschreven door Seitz.